# جون سودربرغ
جون سودربرغ (بالسويدية: Johan Söderberg)‏ هو كاتب سيناريو وموسيقي ومخرج ومخرج سويدي، ولد في 14 نوفمبر 1962 في Bollnäs ‏ في السويد.

## وصلات خارجية
- جون سودربرغ على موقع IMDb (الإنجليزية)
- جون سودربرغ على موقع ألو سيني (الفرنسية)
- جون سودربرغ على موقع أول موفي (الإنجليزية)
- جون سودربرغ على موقع قاعدة بيانات الأفلام السويدية (السويدية)
- جون سودربرغ على موقع ديسكوغز (الإنجليزية)
- جون سودربرغ على موقع قاعدة بيانات الفيلم (الإنجليزية)
- جون سودربرغ على موقع كينوبويسك (الروسية)